# Jean-Michel Fauvergue
Pour les articles homonymes, voir Fauvergue.
Jean-Michel Fauvergue est un haut fonctionnaire de police français, devenu homme politique, né le 31 janvier 1957 à Bages (Pyrénées-Orientales). 
Chef du RAID de 2013 à 2017, il est député de la huitième circonscription de Seine-et-Marne de 2017 à 2022, sous l'étiquette LREM.

## Biographie
Originaire des Pyrénées-Orientales, Jean-Michel Fauvergue entre dans la Police nationale après avoir effectué son service militaire au 35e régiment d'artillerie parachutiste (35e RAP). Officier de paix en 1978 (correspondant au corps actuel des officiers de police créé en 1996), commissaire en 1986, il devient contrôleur général des services actifs en 2012 et chef du RAID d'avril 2013 à mars 2017.   

### Carrière dans la police
Ancien élève de l'école des officiers de paix de Nice en 1978, il entre à l'École nationale supérieure de la police de Saint-Cyr-au-Mont-d'Or en 1984 d'où il sort commissaire en 1986. Il est affecté à la police judiciaire de Paris, puis en Seine-Saint-Denis dans la section « stupéfiants ».
Nommé directeur adjoint de la Sécurité publique de Nouvelle-Calédonie et chef du GIPN de Nouméa en 1991, il devient chef de l’ensemble des GIPN en 1994. En 1997, il est directeur départemental de la Sécurité publique en Guyane. En 2001, il devient attaché de sécurité de l'ambassade de France au Mali à Bamako. Il occupe un poste similaire à Libreville (Gabon) à partir de 2004, puis rentre en France en 2007 pour diriger l'Office central pour la répression du trafic des migrants irréguliers et l'emploi des étrangers sans titre (OCRIEST), à la direction centrale de la Police aux frontières.
Il est nommé en avril 2013 à la tête du RAID, en remplacement d'Amaury de Hauteclocque. Il se fait connaître le 9 janvier 2015 lorsqu'il dirige l'assaut, préparé par la Brigade de recherche et d'intervention (BRI), contre Amedy Coulibaly lors de la prise d'otages du magasin Hyper Cacher. Il est présent lors de l'assaut contre les terroristes au Bataclan le 13 novembre 2015, puis il dirige celui contre l'appartement de Saint-Denis, le 18 novembre 2015, qui suscite des interrogations sur sa rigueur, les équipes du RAID ayant tiré 1 576 cartouches contre des terroristes qui n'avaient qu'un revolver, des grenades et une ceinture explosive. Il quitte son poste fin mars 2017. Selon lui, la direction générale de la Police nationale a officiellement justifié sa mise à l'écart par la publication, sans l'accord de la hiérarchie, du livre Médecin du RAID. Vivre en état d'urgence de Matthieu Langlois, alors médecin-chef du Raid, qui raconte la prise en charge des blessés lors des attentats du 13 novembre 2015 en France. 
Il est à la retraite depuis le 26 juin 2017.

### Engagement politique
Le 6 avril 2017, le parti politique En marche créé par Emmanuel Macron annonce que Jean-Michel Fauvergue est investi pour les élections législatives dans la huitième circonscription de Seine-et-Marne.
Le 18 juin 2017, il remporte la huitième circonscription de Seine-et-Marne au deuxième tour avec 67 % des suffrages exprimés face au sortant socialiste Eduardo Rihan Cypel et devient ainsi député de cette circonscription.
Il est membre au titre de l'Assemblée nationale de la commission de la plateforme nationale des interceptions judiciaires et préside, à l'Assemblée nationale, un groupe « Sécurité ».
Il rejette l'expression « violences policières », considérant qu'il y a « des violences illégitimes et des violences légitimes ». Le 30 avril 2019, défendant une ligne dure face aux gilets jaunes, il affirme qu'il faut « oublier l'affaire Malik Oussekine », du nom de cet étudiant matraqué à mort par la police en 1986 durant une manifestation. Une affaire qui aurait selon lui conduit la police, depuis, à trop de prudence dans la gestion des manifestations.
Il est à l'initiative en 2020, avec sa collègue LREM Alice Thourot, de la proposition de loi relative à la sécurité globale comprenant le renforcement des pouvoirs de la police municipale et des agents de sécurité privée, l'utilisation des drones et caméras portées directement par les agents dans une grande variété de situations, une forte limitation de la diffusion des images de policiers, ou encore le droit pour ces derniers de conserver sur eux leur arme de service hors des heures de travail y compris dans les lieux publics. 
Il ne se représente pas aux élections législatives de juin 2022. 

## Distinctions
- Chevalier de la Légion d'honneur (2010)[13].
- Officier de l'ordre national du Mérite (2015 ; nommé directement au grade d'officier pour récompenser ses 38 ans de services)[14].
- Médaille de la sécurité intérieure échelon or avec agrafes « Attentats janvier 2015 », « Attentats novembre 2015 », « Attentats 2016 »
- Médaille d'honneur de la Police nationale

## Ouvrages
- Kung-fu de compétition : techniques modernes de combat  (préf. Jacques Chenal, ill. Eugène Crespin), Paris, Judogi, coll. « Série moderne des arts martiaux », 1991, 95 p. (ISBN 978-2-906914-24-7)
- Avec Caroline de Juglart, Face aux attentats terroristes, Paris, Mareuil éditions, coll. « Société », 2017, 272 p. (ISBN 978-2-37254-068-1)
- La Sécurité des Français, Michel Lafon, 11 avril 2019t
- Les Hommes en noir, Plon, 5 janvier 2023